# Mixage Dance 2000 (The Power of Mixage)
Mixage Dance 2000 (The Power Of Mixage) è una compilation di brani musicali famosi nel 1999, pubblicata nell inverno di quell'anno. La compilation venne pubblicata su CD e MC dalla Baby Records International e distribuita in Italia dalla Sony Music Entertainment Italy S.p.A.

## Tracce
1. The Soundlovers – Walking - 3:20
2. A.C. One – Sing A Song Now Now - 3:10
3. D.D. Sound – 1.2.3.4. (Gimme Some More) - 2:59
4. Samira – La Plage (It Was Him) - 3:12
5. Miss Peppermint – Welcome To Tomorrow - 3:10
6. B-Charme – This Is My World - 4:13
7. La Bionda – One for You, One for Me - 2:08
8. Pepsi Girl – Boogie On Da Floor - 3:48
9. Ophelia – Under Water - 2:42
10. Mario Lopez – The Sound Of Nature - 2:44
11. Red Jakk – Red Jakk - 3:43
12. Medusa's Spite – Tonight - 3:15
13. Frenchcafé – Dreamer - 3:55
14. Web – Lovin' Times - 3:33
15. Ce Ce Lee – Tarantella - 2:09
16. DJ Ensaime – I Want You - 3:11
17. Natasha – Yakachoo Sex - 3:00
18. Topazz – New Millennium - 3:06

## Classifiche

### Classifiche di fine anno
| Classifica (1999) | Posizione | Max Posizione |
| ----------------- | --------- | ------------- |
| Italia            |           |               |